# Шутова, Нина Тимофеевна
Нина Тимофеевна Шутова (1906—1999) — советский патофизиолог. Известна исследованиями атеросклероза и тимусных заболеваний.

## Биография
Нина Тимофеевна Шутова родилась в Ярославле 23 декабря 1906 года в семье литейщика Ярославских главных мастерских, активного участника Революции 1905 года, неоднократно подвергавшегося административным высылкам, младшей из троих детей. Мать, работавшая портнихой, умерла в 1917 году от туберкулёза. На следующий год в железнодорожной катастрофе погибла 16-летняя сестра. Вскоре, сразу после окончания Медицинского факультета 2-го Московского университета, умер брат.
Нина, закончив Некрасовскую школу второй ступени, успешно сдала вступительные экзамены на медицинский факультет Московского университета. Закончила его на отлично и была рекомендована для аспирантуры, но отказалась, решив поработать на участке. По распределению оказалась в селе Капцево Ильинско-Хованского района, где в течение двух лет заведовала сельской больницей, вела приём, выезжала по вызовам. Набравшись опыта, вернулась в Москву, поступила в аспирантуру по кафедре патологической физиологии (экспериментальная медицина) 1-го Московского медицинского института (бывший Медицинский Московского университета), которую закончила в 1934 году. В аспирантуре под руководством профессора С. С. Халатова выполнила 3 экспериментальные работы.
Была оставлена на кафедре ассистентом. Вместе с профессором С. И. Чечулиным выполнила работу «Влияние дифтерийного токсина на секреторные функции малого желудочка по Павлову». Работает над кандидатской диссертацией «Влияние частичной и полной децеребрации на холестериновый обмен». В 1940 году представляет диссертацию к защите, но Учёный Совет принимает решение засчитать работу как докторскую. Это был первый случай, когда доктором наук стала женщина.
С началом Великой Отечественной войны вступила добровольно в ряды Красной Армии. После обучения на двухмесячных курсах усовершенствования медицинского состава Московского военного округа направлена в качестве хирурга в распоряжение эвакогоспиталя 1887 во Владимире, где служила вначале ординатором хирургического отделения, а затем его начальником. В военных условиях выполнила две научные работы.
В марте 1943 года отозвана со службы и возвращена в 1-й Московский медицинский институт для продолжения преподавательской и научной работы. На следующий год по конкурсу избрана доцентом кафедры патологической физиологии. В 1944—1946 годах по совместительству является вначале старшим редактором, а затем и главным редактором издательства «Медгиз». В 1949 году по конкурсу избрана заведующей кафедрой патологической физиологии Саратовского медицинского института и утверждена в учёном звании профессора.
На следующий год назначена ректором Ленинградского педиатрического медицинского института и заведующей его кафедрой патологической физиологии. В 1960 году по собственному желанию в связи с ухудшением здоровья освободилась от должности ректора, кафедрой же заведовала вплоть до выхода на пенсию в 1974 году, а работать на ней продолжала и дальше. Главная проблема, которой занималась кафедра — «Биохимия и патохимия обмена веществ и механизмы её регуляции» применительно к сосудистой патологии, в том числе исследовалось значение длительного функционального напряжения и перенапряжения высших отделов мозга в нарушении регуляции метаболизма эндогенного холестерина, других видов обмена веществ в развитии атеросклероза. Была разработана модель атеросклероза на всеядном и травоядном животных методом длительного воспроизведения выработанного условного рефлекса торможения (задержки) дыхания, без кормления холестерином. В последние годы Шутова работала над проблемой «Возрастные особенности детского организма в норме и патологии», а именно патогенез иммунологической недостаточности, аутоиммунные заболевания, связанные с тимусом, дефицитом клеточного иммунитета. Изучены иммунологические взаимодействия материнского организма и плода при дефиците тимуса материнского организма. Шутова подготовила 2 доктора медицинских наук и 9 кандидатов.
Являлась членом Учёного Совета Министерств здравоохранения СССР и РСФСР, Ленинградского педиатрического медицинского института, Института пульмонологии Министерства здравоохранения СССР, членом Президиума Правления Всесоюзного научного общества патофизиологов и председателем Ленинградского научного общества патофизиологов, членом правления Ленинградского научного общества кардиологов, членом Экспертной комиссии Высшей аттестационной комиссии по присвоению научных степеней и званий Министерства высшего и среднего образования.
В 1959 году на студии «Ленфильм» Ефимом Учителем снят документальный фильм «Дочери России», в котором Нина Тимофеевна Шутова является одной из главных героинь.

## Труды
Всего Ниной Тимофеевной Шутовой было опубликовано 115 научных работ, из них 80 — научно-методических и 35 — публицистических. Основные из них следующие:
Монографии:
- Влияние частичной и полной децеребрации на холестериновый обмен. Изд. «Наука», 1940 г.
- Патологическая физиология развивающегося организма (в соавторстве с Е. Д. Черниковой), «Медицина», 1974.

Статьи монографического плана:
- Патология холестеринового обмена и липоидного обмена. Глава многотомного Руководства по патологической физиологии. 1966.
- Патология вилочковой и щитовидной желез. Глава руководства по патологической физиологии. 1966.
- Патофизиологический и методологический аспект генетики. Глава в книге «Генетика и патология». 1968. «Медицина».
- Статьи в Большой Советской энциклопедии.
- Холестерин. БМЭ. 1964. т. 34, С. 96-103.
- Холестерин. БМЭ. 1978.
- Халатов Семен Сергеевич. БМЭ. т. 33, 1964.

Учебники, научно-методические руководства:
- Учебник патологической физиологии для студентов / С. С. Халатов, Н. Т. Шутова. «Медгиз», 1946
- Практические занятия по патологической физиологии для студентов педиатрических факультетов (соавтор и редактор). 1974.
- Практикум по патологической физиологии (соавтор и редактор). 1957.
- Элементы программированного обучения в курсе патологической физиологии (соавтор и редактор). 1969.
- Преподавание патологической физиологии на педиатрических факультетах. Методическое пособие для преподавателей (соавтор и редактор) 1971.

## Награды
- орден Ленина;
- орден Октябрьской Революции;
- орден «Знак Почёта»;
- 6 медалей;
- В 1940 году одной из первых в стране удостоена знака «Отличник здравоохранения».